# Iniciação
Iniciação (do latim initiatio) é um termo que remete a começo, entrada: iniciar um evento, ação, circunstância ou acontecimento. Também tem um significado de ascensão de um nível (abandonado) de existência para um outro nível superior.
A iniciação também é um tipo de cerimônia em muitas sociedades, na qual é introduzido um novo membro após alguma tarefa ou ritual particular. Normalmente, o ritual de iniciação envolve a condução do novato por um veterano do grupo, e costuma consistir na exposição de novos conhecimentos - inclusive segredos.
Entre os objetivos de alguns tipos de iniciação, destacam-se o aprendizado de valores fundamentais para a vida no nível seguinte (adulto). O iniciado deve aprender a se fortalecer com o isolamento, sobreviver em condições precárias, estar preparado para as dificuldades da vida (por exemplo, muitas iniciações exigem que o iniciado construa a cabana em que ficará isolado durante o ritual), aprender a caçar, pescar, conhecer a fauna e flora etc.

## Exemplos de iniciações
Na nação do candomblé Queto, por exemplo (ver Iniciação Queto), a iniciação envolve um retiro de no mínimo 21 dias em que a pessoa é mantida afastada do que pratica habitualmente, devendo desligar-se de tudo e dedicar-se totalmente aos rituais. O processo ainda obriga o iniciado a raspar a cabeça, fazer curas (pequenos cortes), assentamento de orixá, oferecimento de animais, comida ritual, flores e frutas, no processo chamado de feitura de santo.
Em universidades e faculdades brasileiras, o termo iniciação científica relaciona-se a um período em que o estudante auxilia um pesquisador experiente na condução de um trabalho, para aprender a trabalhar com pesquisa. As iniciações científicas são consideradas, muitas vezes, preparações para cursos de pós-graduação.
No tantra, iniciação (em sânscrito, diiks'a') refere-se a um processo em que o aprendiz é orientado no caminho do equilíbrio e da plenitude, e recebe um mantra perfeito para a prática da meditação. Ao finalizar a iniciação, o aprendiz deve firmar um compromisso de amor e gratidão com Deus e com o mestre. 
No rosacrucianismo de Max Heindel, o termo se refere à aquisição da capacidade de comunicar-se com os mundos espirituais, podendo-se vê-lo e senti-lo. Tal aquisição, segundo Max Heindel, pode ser conquistada por meio da contínua prática do amor e do altruísmo, é concedida através de um hierofante de mistérios, que vive fora do mundo físico. O processo por meio do qual, segundo Max Heindel, é possível adquirir a iniciação nos mistérios, está descrito em um capítulo do Conceito Rosacruz do Cosmos.
No rosacrucianismo da Antiga e Mística Ordem Rosacruz, a iniciação ocorre primeiro no próprio lar do praticante, através de monografias de estudo. Então, após cerca de um ano, ele recebe o direito de ser iniciado no Primeiro Grau de Templo - 1ºGT em uma Loja Rosacruz. Somente então é considerado um iniciado rosacruz. Até este ponto, é considerado um neófito ou, ainda, um postulante rosacruz.
Na Ordem DeMolay, o termo "iniciação" refere-se à entrada do forasteiro (termo usado para ser referir aos não-iniciados na Ordem) que adquire, assim, o Grau Iniciático, quando se torna um iniciante na instituição. Mais tarde, pode receber o Grau DeMolay e se tornar um membro pleno da Ordem.
No catolicismo, a iniciação é universal a todo o crente que confessa ser Jesus Cristo seu senhor e salvador, o qual irá lhe redimir de todos os seus pecados conhecidos e desconhecidos. Por norma, é praticada ainda na infância na Igreja Católica. O ritual iniciático cristão consagra-se no batismo e confirma-se na cerimônia de crisma.

## Ordem iniciática
Ordens iniciáticas são sociedades ou fraternidades, geralmente místicas e/ou filosóficas, que usam um sistema de graus para identificar a evolução didática dos seus membros em relação aos estudos geralmente ligados à metafísica.